# دولار ذهبي تذكاري لمكان ميلاد ماكينلي
الدولار الذهبي التذكاري لميلاد ماكينلي عملة تذكارية سكها مكتب سك العملة الأمريكي في عامي 1916 و1917، وتُصور الرئيس الخامس والعشرين للولايات المتحدة، ويليام ماكينلي. صُمم وجه العُملة المعدنية من قِبل تشارلز إي. باربر، كبير النقاشين في دار سك العملة، وصُمم الوجه الخلفي من قِبل مساعده، جورج تي مورجان. وبما أن ماكينلي ظهر على نسخة من دولار معرض شراء لويزيانا المؤرخ عام 1903، فإن إصدار عام 1916 جعله أول شخص يظهر على إصدارين من العُملات المعدنية الأمريكية.
من المُقرر بيع العملات المعدنية بسعر أعلى لتمويل النصب التذكاري الوطني لميلاد ماكينلي في نايلز، أوهايو، وبيعت من قِبل المجموعة التي بنتها. المقترح في الأصلي إصدار دولار فضي؛ وتغير هذا عندما أدرك الناس أنه لن يكون من المناسب تكريم رئيس دعم معيار الذهب بمثل هذه القطعة. روج للعُملات المعدنية بشكل سيئ، ولم تُباع بشكل جيد. وعلى الرغم من أن العدد المصرح به من العُملات المعدنية بلغ 100 ألف عملة، إلا أنه لم يُسك سوى حوالي 30 ألف عملة فقط. ومن بين هذه العملات، بيعت 20 ألفًا منها، العديد منها بسعر مخفض لتاجر العملات في ولاية تكساس بي ماكس ميل. رجعت العشرة آلاف قطعة المتبقية إلى الدار لصهرها.

## خلفية

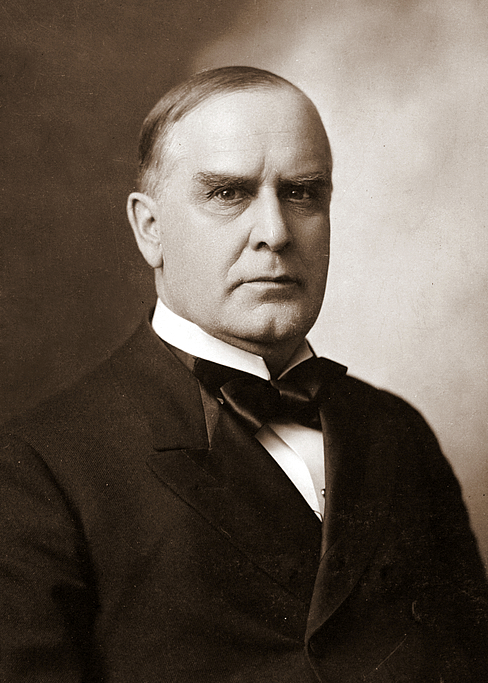
وليام ماكينلي

وُلِد ويليام ماكينلي في نايلز، أوهايو، عام 1843. ترك الكلية للعمل كمدرس، والتحق بالجيش الاتحادي عندما اندلعت الحرب الأهلية الأمريكية في عام 1861. خدم طيلة الحرب، وأنهى خدمته برتبة رائد. وبعد ذلك التحق بكلية الحقوق وقوبل في نقابة المحامين. استقر في كانتون، أوهايو، وبعد ممارسة المهنة هناك، اُنتخب للكونغرس في عام 1876. في عام 1890، هُزم في إعادة انتخابه، ولكن انتخب حاكمًا في العام التالي، وخدم لفترتين مدة كل منهما عامان.
وبمساعدة مستشاره المقرب مارك هانا، نجح في تأمين ترشيح الحزب الجمهوري للرئاسة في عام 1896، وسط أزمة اقتصادية عميقة. وهزم منافسه الديمقراطي ويليام جينينغز برايان بعد حملة انتخابية على الشرفة الأمامية دعا فيها إلى "المال السليم"، أي معيار الذهب ما لم يُعدل بموجب اتفاق دولي. وهذا يتناقض مع " الفضة المجانية" التي روج لها برايان في حملته.
ماكينلي كان رئيسًا خلال الحرب الإسبانية الأمريكية عام 1898، والتي كان انتصار الولايات المتحدة فيها سريعًا وحاسمًا. وكجزء من تسوية السلام، سلمت إسبانيا للولايات المتحدة مستعمراتها الخارجية بورتوريكو، جوام، والفلبين. ومع ازدهار الأمة، هزم ماكينلي برايان مرة أخرى في الانتخابات الرئاسية عام 1900. اغتيل الرئيس ماكينلي على يد ليون تشولغوش في سبتمبر/أيلول 1901، وخلفه نائب الرئيس ثيودور روزفلت.
في السنوات التي أعقبت وفاة ماكينلي، بُنيت العديد من النصب التذكارية له، بما في ذلك مبنى كبير يضم رفاته في كانتون. وبناء نصب تذكاري آخر في مسقط رأسه في نايلز تحت رعاية جمعية مسقط رأس ماكينلي التذكارية الوطنية (الجمعية). صُمم النصب التذكاري الكلاسيكي اليوناني من قِبل شركة McKim، Mead، and White، وبناؤه من رخام جورجيا وافتتح في عام 1917. يضم متحفًا ومكتبة وقاعة محاضرات، بالإضافة إلى تمثال ماكينلي وتماثيل نصفية لرفاقه، ويظل مفتوحًا للجمهور مجانًا.

## التأسيس والإعداد
اُقترح إنشاء دولار تذكاري لميلاد ماكينلي كوسيلة لجمع التبرعات لبناء الموقع في نايلز. في فبراير/شباط 1915، التقى رئيس الجمعية، جوزيف جي. بتلر الابن، مع عضو الكونغرس عن ولاية أوهايو ويليام أ. أشبروك، رئيس لجنة مجلس النواب المعنية بالعملة والأوزان والمقاييس، لاقتراح إصدار دولار فضي تكريماً لماكينلي. وكان أشبروك على استعداد لذلك، والتقى الرجلان بوزير الخزانة ويليام جي. ماكادو، والقائم بأعمال مدير دار سك العملة فريدريك ديوي، اللذين لم يتوقعا وجود أي صعوبة. وبناء على ذلك، قَدم أشبروك مشروع قانون في الأيام الأخيرة من الدورة الثالثة والستين للكونغرس، والذي لم يتخذ أي إجراء بشأنه. عندما افتُتح الكونغرس الرابع والستين في ديسمبر/كانون الأول 1915، أعاد أشبروك تقديم مشروع قانونه، HR 2.

عُقدت جلسة استماع أمام لجنة أشبروك في 13 يناير/كانون الثاني. في الأصل، دعا مشروع القانون إلى سك 100 ألف دولار فضي تخليدًا لذكرى ماكينلي، وفي جلسة الاستماع، طلب بتلر أن تكون ذهبية بدلًا من ذلك، قائلًا: "إذا كنت تتذكر الحقيقة، فقد انتُخب ماكينلي في عام 1896 بشكل أساسي بناءً على مسألة معيار الذهب". لم يُسك الدولار الذهبي كعُملة متداولة منذ عام 1889. عندما سُئل عضو الكونغرس عن نيويورك، جيمس دبليو. هيوستيد، عما إذا كان الدولار الذهبي صغيرًا جدًا بحيث لا يصلح تذكارًا، أجاب بتلر:"لا، لا أعتقد ذلك. من ناحية أخرى، أعتقد أن الدولار الفضي قد يكون كبيرًا جدًا. أعتقد أنه يمكننا التخلص من الدولارات الذهبية بسهولة أكبر. سيد هيوستيد، وأنت تعلم أن الدولارات الذهبية نادرة جدًا في الوقت الحالي." وافق آشبروك، وقال:
حسب فهمي، ستُباع هذه الدولارات بسعر لا يقل عن دولارين للدولار الواحد، مما سيُحقق ربحًا لا يقل عن 100,000 دولار. أعتقد أنه لن تكون هناك أي مشكلة في التخلص منها بهذا السعر. كما أفهم أنها ستكون معروضة للبيع في هذا النصب التذكاري، ولن يغادر معظم الزوار المبنى دون شرائه، وسيكونون على استعداد لدفع دولارين على الأقل. في هذا الصدد، يُمكنني القول إن أي دولار ذهبي سكته الولايات المتحدة يساوي دولارين على الأقل في الوقت الحالي. جميعها تُباع بسعر أعلى، ولا يوجد سبب يمنع بيع هذا الدولار بسعر لا يقل عن دولارين، وربما أكثر.
كان السيناتور وارن جي هاردينج من ولاية أوهايو حاضرًا في اجتماع اللجنة بمجلس النواب وتحدث لصالح مشروع القانون، مشيرًا إلى أن "هذه المساعدة من جانب الحكومة الفيدرالية لن تُكلف شيئًا أكثر من تكلفة صنع القوالب". عندما أُبلغ هاردينج بأن القوالب، وفقًا للتشريع، ستكون على نفقة الجمعية، أجاب: "لم أنتبه لذلك. إذًا، لا يكُلف تقديم هذهِ العلامة التقديرية والمساعدة الحكومة شيئًا على الإطلاق." قدمت اللجنة مشروع القانون بشكل إيجابي في 18 يناير/كانون الثاني، مع تعديله للسماح للجمعية بشراء 100,000 دولار ذهبي بالقيمة الاسمية وبيعها بربح للمساعدة في بناء النصب التذكاري. وأشار التقرير إلى أن أعضاء اللجنة "يعتقدون أنها شهادة مستحقة لقيمة وخدمة رجل عظيم فقد حياته أثناء خدمته لأمتنا كرئيس تنفيذي". واُقر مشروع القانون في مجلس النواب في 7 فبراير/شباط 1916، وفي مجلس الشيوخ في 15 فبراير/شباط. اُقر عندما وقعه الرئيس وودرو ويلسون في 23 فبراير/شباط 1916.
نص القانون على أنه لا يجوز ضرب أكثر من 100 ألف قطعة ذهبية، مع ضرورة الحصول على سبائك الذهب اللازمة من السوق المفتوحة. يمكن للجمعية شراء العُملات المعدنية بالقيمة الاسمية. نص القانون على أن تُسك القطع في دار سك العملة في فيلادلفيا، وهي واحدة من قطعتين تشريعيتين فقط في سلسلة العُملات التذكارية الكلاسيكية (حتى عام 1954) والتي حددت مكان الضرب (كان لابد من سك عملة بنما باسيفيك لعام 1915 في سان فرانسيسكو). كما نص القانون على ضرورة تدمير القوالب بعد الانتهاء من سك العُملة، وهو الأمر الذي شكك فيه علماء العُملات أنتوني سوياتيك ووالتر برين باعتبارهِ تكرارًا لأحكام قانون سك العملة لعام 1873.
أُعدت التصميمات داخليًا في دار سك العُملة في فيلادلفيا بواسطة كبير النقاشين تشارلز إي. باربر، الذي صمم الوجه الأمامي ومساعده، جورج تي. مورجان، أعد الوجه الخلفي. ولم يطلبوا من فنانين خارجيين تقديم مقترحاتهم. اقترح مؤلف علم العُملات كيو ديفيد باورز أن السبب في ذلك هو أن السكرتير ماكادو كان يبحث عن أشخاص غير موظفين لاقتراح تصميمات لخمس عُملات بنما-باسيفيك بالإضافة إلى الرسومات التي أعدها باربر ومساعدوه، وأن النقاشين في دار سك العُملة أعدوا اثنتين فقط من العُملات الخمس، وذلك لأن الفنانة التي عُينت، إيفلين بياتريس لونجمان، مرِضت. عندما قُدمت تصميمات ماكينلي إلى لجنة الفنون الجميلة في 31 مارس/أذار 1916، أوصت اللجنة بإجراء تغييرات، على الرغم من أن دون تاكساي، الذي صرح بذلك، لم يذكر ما هي تلك التغييرات. على أية حال، لم يُجرى أي تعديل، ووافقوا على التصميمات.

## تصميم

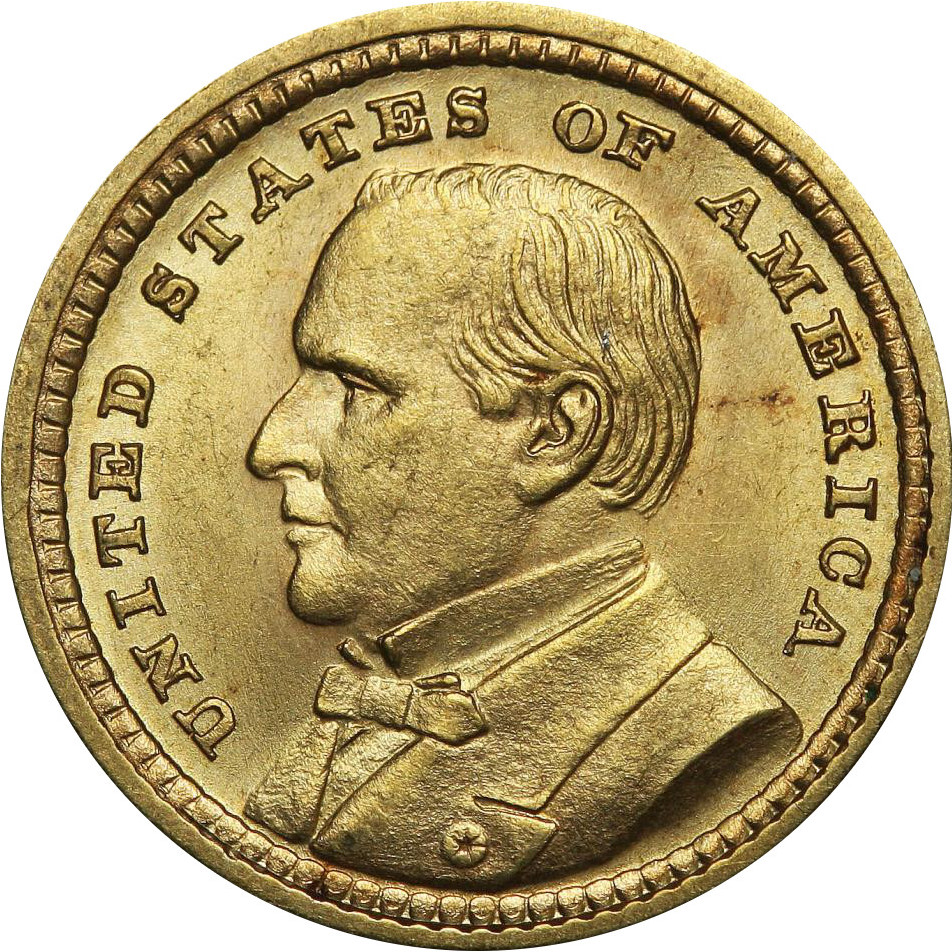
نسخة ماكينلي من دولار معرض شراء لويزيانا

يتضمن وجه الدولار تمثال نصفي غير مزخرف لماكينلي، متجهًا إلى اليسار، مع اسم الدولة في الأعلى و"دولار ماكينلي" (بأحرف كبيرة) في الأسفل. وبذلك أصبح ماكينلي، الذي ظهر على نسخة واحدة من دولار معرض شراء لويزيانا (الذي صدر بداية من عام 1903)، أول شخص يظهر على إصدارين مختلفين من العُملات الأمريكية. القطع السابقة مصممة أيضًا بواسطة باربر، والعُملات اللاحقة، وفقًا لباورز، "تُقدم صورة مختلفة تمامًا لدرجة أن المراقب غير المطلع لن يعرف أن نفس الرجل هو الذي يُصور". اقترح باورز أن باربر ربما كان يحاول إنشاء "نسخة جديدة مميزة". واتفق تاكساي مع هذا الرأي، معتبرا أن "اهتمام باربر الرئيسي كان على ما يبدو جعل صورة ماكينلي مختلفة قدر الإمكان عن تلك الموجودة على عُملات شراء لويزيانا".
صُمم الوجه الخلفي للعُملة بواسطة مورجان، ومن المفترض أن يكون منظرًا مواجهًا لنصب ميلاد ماكينلي التذكاري في نايلز، ولكن وفقًا لسوياتك وبرين، "يجب أن يصفه المنظر الأكثر خيرية بأنه غير دقيق وغير كفء". فوق المبنى يوجد "مسقط رأس ماكينلي/نايلز أوهايو"، وتحته يوجد التأريخ و"النصب التذكاري".
أبدى مؤرخ الفن كورنيليوس فيرمول، في مجلده عن العُملات المعدنية الأميركية، كرهه لقطع ماكينلي. "عندما تعاون باربر ومورجان... كانت النتائج دائمًا تقريبًا ظالمة. تشهد دولارات ماكينلي التذكارية لعامي 1916 و1917 على هذهِ الأحكام الأسلوبية، فالتمثال النصفي العاري على الوجه يبدو رومانيًا بامتياز، والمبنى التذكاري الكلاسيكي ذو الأعمدة الموضوع على الوجه الآخر، والذي أصبح أكثر تضييقًا بسبب كثرة الكتابة الكبيرة جدًا.

## التوزيع والتحصيل

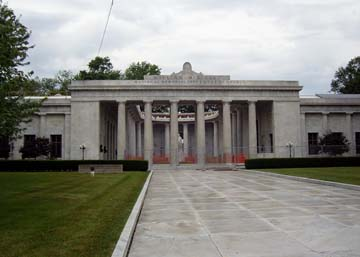
النصب التذكاري الوطني لميلاد ماكينلي

ضربت دار سك العملة في فيلادلفيا 20 ألف دولار ذهبي في شهري أغسطس/آب وأكتوبر/تشرين الأول من عام 1916، بالإضافة إلى 26 دولارًا إضافيًا احتفظ بها للفحص والاختبار في اجتماع لجنة التحليل بالولايات المتحدة عام 1917. في فبراير/شباط 1917، سك 10 آلاف عُملة أخرى (بالإضافة إلى 14 عُملة معدنية تجريبية)، مرة أخرى في فيلادلفيا. باعت الجمعية هذه القطع للجمهور بسعر 3 دولارات لكل قطعة، وهو نفس السعر الذي بيعت به قطع شراء لويزيانا، والتي بيعت بشكل سيئ. لم تحظى القطع التذكارية لمكينلي بتغطية إعلامية كافية، وبيع القليل منها بسعرها الكامل. اشترى تاجر العُملات المعدنية في تكساس بي ماكس ميل 10000 قطعة بسعر غير معروف، وباعها لسنوات بعد ذلك بسعر 2.50 دولارًا لكل منها.
ذكرت صحيفة واشنطن بوست في 30 يوليو/تموز 1916 أن الدولارات الذهبية صدرت و"التهامها كتذكارات". ومع ذلك، وفقًا لما ذكرهُ ميل في مجلده الصادر عام 1937 عن القطع التذكارية، "أدركت اللجنة المسؤولة على ما يبدو أن عدد هواة جمع العُملات في البلاد لا يستطيع ولا يرغب في استيعاب إصدار 100 ألف قطعة نقدية بسعر 3 دولارات لكل منها"، وتخلص من حوالي 10 آلاف قطعة نقدية "بسعر مخفض للغاية لـ"تاجر تكساس" [أي نفسه] الذي بدوره وزعها على نطاق واسع بين هواة جمع العُملات في البلاد بسعر مخفض". أعادت اللجنة ما مجموعه 10,023 عملة إلى دار سك العُملة لصهرها. من غير المؤكد عدد العملات التي تصهر كل عام، حيث لم تحتفظ دار السك بسجلات لذلك. قدر ميل أن اللجنة باعت 15000 من عام 1916 و5000 من عام 1917 (بما في ذلك البيع له)، مما يعني أن حوالي 5000 من كل منهما صُهرت. اعتبر باورز أن هذه الأرقام "صحيحة على الأرجح"، نظرًا لتعاملات ميل الشخصية مع اللجنة. وحسب باورز فإن 8000 من هذه النسخ لعام 1916 بيعت من قِبل اللجنة لهواة الجمع والعامة، بالإضافة إلى 7000 نسخة لميهل. أعرب عن رأيه بأن 2000 من طراز 1917 بيعت من قِبل اللجنة بالسعر الكامل، بالإضافة إلى 3000 إلى ميهل. في كتابه الصادر عام 2012 عن القطع التذكارية، قدر سوياتيك أن ما بين ثلث ونصف القطع المنصهرة يعود تأريخها إلى عام 1917.
وفقًا لطبعة 2015 من كتاب دليل العملات المعدنية للولايات المتحدة الصادر عن RS Yeoman، فإن العُملة المعدنية لعام 1916 مصنفة بسعر 500 دولار في عملة AU-50 مهترئة قليلاً (غير متداولة تقريبًا) إلى 1850 دولارًا في عُملة MS-66 شبه نقية. إدرج 1917 بسعر 550 دولارًا في AU-50 و 3250 دولارًا في MS-66. بيعت عُملة معدنية من عام 1916 بحالة MS-68 بواسطة Heritage Auctions في عام 2009 مقابل 16100دولار.